# أنخيل موراليس
أنخيل موراليس (بالإسبانية: Àngel Morales Cuerva) (13 يوليو 1975 في إسبانيا - ) هو لاعب كرة قدم إسباني في مركز الوسط. شارك مع منتخب كاتالونيا لكرة القدم. أما مع النوادي، فقد لعب مع إسبانيول وخيمناستيك طركونة وديبورتيفو ألافيس ونادي إيركوليس ونادي غرناطة ونادي غرامينيت وإسبانيول ب.

## وصلات خارجية
- أنخيل موراليس على موقع قاعدة بيانات كرة القدم.إي يو (الإنجليزية)